# Tajmirski tjesnac
Tajmirski tjesnac (rus. Таймырский пролив) je uski i plitki na istoku Karskog mora između otoka Tajmir i istoimenog poluotoka. Povezuje tjesnac Palander na zapadu sa Tajmirskom zaljevom na istoku. Duljina mu je preko 30 km, a prosječna širina oko 3 km.
Administrativno, pripada u Krasnojarskom kraju u Rusiji.
Tjesnac je 1878. godine imenovala ekspedicija A.E. Nordenskiölda.